# Kuolavaara
Kuolavaara är en kulle i Finland.   Den ligger i den ekonomiska regionen  Fjäll-Lappland  och landskapet Lappland, i den norra delen av landet, 800 km norr om huvudstaden Helsingfors. Toppen på Kuolavaara är 407 meter över havet, eller 192 meter över den omgivande terrängen. Bredden vid basen är 6,0 km.
Terrängen runt Kuolavaara är huvudsakligen platt.  Trakten runt Kuolavaara är nära nog obefolkad, med mindre än två invånare per kvadratkilometer.